# Deine Zärtlichkeit
Deine Zärtlichkeit ist der Titel eines Liedes, das die sowjetische Künstlerin Sofia Rotaru 1978 in der Bundesrepublik Deutschland als Single veröffentlichte.

## Hintergrund
Das Lied Deine Zärtlichkeit wurde Mitte der 1970er Jahre von Harald Steinhauer für die Band O.R.S. komponiert, den ursprünglich englischen Text von Your Tenderness schrieb Stevie B.; 1978 versah es Michael Kunze für Sofia Rotaru mit einem deutschen Text.
Für die B-Seite, „Nachts, wenn die Nebel ziehen“, ließen sich die Songschreiber und Produzenten Monn und Kunze von Vangelis’ romantischem Stück La Petite Fille de la Mer inspirieren, das der Grieche für Frédéric Rossifs Film L'Apocalypse des Animaux geschrieben hatte. 
In der sowjetischen Heimat Rotarus gab es bis Mitte der 1980er Jahre, dem Beginn der Perestrojka, keine offiziellen Informationen darüber, dass Rotaru im Westen eine deutschsprachige Single veröffentlicht hatte. Nach Veröffentlichung des Songs folgten für Rotaru erfolgreiche Konzerttourneen durch mehrere europäische Staaten: die DDR, Jugoslawien, Rumänien sowie westlich des Eisernen Vorhangs in der BRD und West-Berlin (20 Konzerte im Herbst 1979 in München und anderen Städten). Die Ariola wollte weiteres Material von Sofia Rotaru auf dem westeuropäischem Markt veröffentlichen, doch die sowjetischen Konzertbehörden untersagten ihr für fünf Jahre die Ausreise.

## Trackliste
| #  | Titel | Laufzeit |
| -- | --- | -------- |
| 1. | Deine Zärtlichkeit Produzenten: Anthony Monn und Michael Kunze Musik: Harald Steinhauer Originaltext: Stevie B Deutscher Text: Michael Kunze | 4m:18s   |
| 2. | Nachts, wenn die Nebel ziehen Musik: Anthony Monn Text: Michael Kunze                                                                        | 3m:23s   |